# Lilaeopsis occidentalis
Lilaeopsis occidentalis är en flockblommig växtart som beskrevs av John Merle Coulter och Joseph Nelson Rose. Lilaeopsis occidentalis ingår i släktet kryptungesläktet, och familjen flockblommiga växter. Inga underarter finns listade i Catalogue of Life.